# Vlag van Tequixquiac

Vlag van Tequixquiac (ratio 4:7)

De vlag van Tequixquiac is een verticale driekleur met vanaf de mastzijde in limoengroen, wit en blauw en in de middelste witte baan beladen met het wapen van Tequixquiac in zwart. De vlag heeft de hoogte-breedteverhouding net als die van de Mexicaanse vlag 4:7 is.
De gemeente Tequixquiac is de eerste gemeente in de staat Mexico die officieel een gemeentelijke vlag als symbool heeft aangenomen. Hoofdstuk 3, afdeling 10, keurt vanaf 31 januari 2017 het officiële gebruik goed van de gemeentelijke vlag van Tequixquiac, die dezelfde afmetingen heeft als de nationale vlag, waarbij het groen staat voor de velden, het wit voor vrede en rust en het blauw voor water en bronnen; in het midden staat het gemeentewapen of de toponymische glyph van de gemeente; het is het tweede symbool dat door de gemeente is aangenomen.

## Historische vlaggen
Op 25 juli 2011 verscheen de eerste vlag van de gemeente ter gelegenheid van de verjaardag van Sint-Jacob de Apostel.
De auteur werd geïnspireerd door het ontwerp van de vorm van de nationale vlag, met de kleuren lichtgroen, wit en blauw, die doen denken aan het Otomí- of Nhähñu-volk, het oorspronkelijke volk van deze plaats, water, velden en vrede. Samen met de gemeentelijke kroniekschrijver, José Gerardo Martínez García, begon hij het juridische proces om de gemeentelijke vlag officieel te maken met de huidige gemeenteraad.
Op 29 november 2016, ter gelegenheid van de viering van de stichting van de gemeente Tequixquiac, werd de vlag van de gemeente officieel gehesen op het centrale plein van de stad als eerste gemeente in de staat Mexico met een vaandel. Op 31 januari 2017 bekrachtigde de gemeenteraad in de bando de policía y buen gobierno de wetgeving met betrekking tot de gemeentelijke vlag en symbolen.
| Vlag | Periode    | Functie | Beschrijving |
| --- | ---------- | --- | --- |
| Eerste vlag van de gemeente Tequixquiac met het wapen in het midden en een gouden motto van de naam van de gemeente. Op 25 juli 2011 niet officieel gebruikt. Het wordt ook beschouwd als een variant van de vlag van Tequixquiac. | 2011       | Eerste vlag van de gemeente Tequixquiac met het wapen in het midden en een gouden motto van de naam van de gemeente. Op 25 juli 2011 niet officieel gebruikt. Het wordt ook beschouwd als een variant van de vlag van Tequixquiac. | Een verticale driekleur met vanaf de mastzijde in limoengroen, wit en blauw en in de middelste witte baan beladen met het wapen van Tequixquiac in kleur. |
| Eerste vlag van de gemeente Tequixquiac met het wapen in het midden zonder pigmentatie. Op 31 januari 2017 maakt de gemeenteraad de vlag officieel.                                                                                | 2017-heden | Eerste vlag van de gemeente Tequixquiac met het wapen in het midden zonder pigmentatie. Op 31 januari 2017 maakt de gemeenteraad de vlag officieel.                                                                                | Een verticale driekleur met vanaf de mastzijde in limoengroen, wit en blauw en in de middelste witte baan beladen met het wapen van Tequixquiac in zwart. |
| Tweede variant van de vlag van Tequixquiac. | 2019       | Tweede variant van de vlag van Tequixquiac. | Een verticale driekleur met vanaf de mastzijde in limoengroen, wit en blauw en in de middelste witte baan beladen met het wapen van Tequixquiac in kleur. |